# Юрі Медейруш
Юрі Медейруш (порт. Iuri Medeiros, нар. 10 липня 1994, Орта) — португальський футболіст, півзахисник та нападник клубу «Брага». Виступав за молодіжну збірну Португалії.

## Клубна кар'єра
Народився 10 липня 1994 року в місті Орта на острові Фаял (Азори). Футболом розпочав займатися у 2004 році в складі місцевого «Спортінга». Через рік, коли Юрі виповнилося 11 років, перейшов до молодіжної академії лісабонського  «Спортінга». 11 серпня 2012 року в матчі проти дубля «Олівейренсе» він дебютував у Сегунда-Лізі в складі дублюючого складу «левів». Медейруш вийшов на поле на 62-й хвилині, замінивши Феліпе Чабі. 16 серпня 2013 року в поєдинку проти «Бейра-Мар» Юрі забив свій перший гол за «дублерів». За підсумками сезону він забив 10 м'ячів, ставши одним з найкращих бомбардирів команди. Виступав протягом трьох сезонів за резервну команду у Сегунда-Лізі.
Під час січневого трансферного вікна 2015 року Юрі був орендований «Ароукою», дебютував у Прімейра-Лізі 18 січня в програному (0:1) поєдинку проти «Морейренсі». Потім двічі по одному сезону виступав в оренді за «Морейренсі» та «Боавішту»; допоки 25 вересня 2015 року не відзначився дебютним голом у нічийному (2:2) домашньому поєдинку проти «Порту», а 12 березня 2017 року встановив остаточний рахунок у переможному (3:0) поєдинку проти «Марітіму».
Повернувся на «Жозе Алваладе» напередодні старту сезону 2017/18, Медейруш дебютував у першій команді «Спортінга» 15 серпня 2017 року на останнії хвилинах нічийного (0:0) домашнього поєдинку плей-оф раунду Ліги чемпіонів проти «Стяуа». Проте вже незабаром зіткнувся зі завищеними вимогами до нього з боку головного тренера команду Жорже Жезуша.
25 січня 2018 року відправився в оренду до «Дженоа» до червня 2019 року, італійський клуб мав опцію викупу контракту Юрі за 10 мільйонів євро. Дебютував у Серії A 5 лютого, зігравши 25 хвилин (вийшов на поле замість Луки Рігоні) у переможному (2:1) виїзному поєдинку проти «Лаціо». Дебютним голом за нову команду відзначився 3 квітня на останніх хвилинах переможного (2:1) поєдинку проти «Кальярі». Вдруге відзначився голом 23 квітня на початку переможного матчу (1:0, гра завершилася з рахунком 3:1) проти «Верони». Наступного сезону зіграв 2 матчі, часто спостерігав за матчами з трибуни, оскільки Давіде Баллардіні не бачив його в команді
3 лютого 2019 року відправився в оренду в «Легію». За півроку оренди відіграв за команду з Варшави 14 матчів в національному чемпіонаті.
19 липня 2019 року на правах вільного агента уклав чотирирічний контракт з «Нюрнбергом», клубом Другої Бундесліги. У Німеччині, утім, заграти не зумів і за рік був відданий у річну оренду з правом викупу до «Браги».

## Виступи за збірні
2008 року дебютував у складі юнацької збірної Португалії, взяв участь у 33 іграх на юнацькому рівні, відзначившись 5 голами.
У футболці збірної Португалії виступав на молодіжному чемпіонаті Європи. У 2015 році чотири рази виходив на заміну у матчах фінальної частини чемпіонату Європи. На молодіжному рівні зіграв у 22 офіційних матчах, відзначився 1 голом.
Медейруш також був викликаний Руєм Жоржею до складу збірної Португалії для участі в Літніх Олімпійських іграх 2016 року, проте в програному поєдинку 1/4 фіналу у Ріо-де-Жанейро так і не вийшов на футбольне поле.

## Стиль гри
Виступає переважно на позиції правого флангового нападника, проте може зіграти й правого півзахисника. Має прекрасну техніку, вдало може діяти на обмеженому просторі футбольного поля та в обіграші один в один. Завдяки прекрасній грі на своїй позиції та хорошим передачам, порівнюється з П'єром Літтбарскі та Сусо.

## Статистика виступів

### Статистика клубних виступів
Станом на 1 лютого 2019
| Сезон                            | Команда                          | Чемпіонат                        | Чемпіонат | Чемпіонат | Національний кубок | Національний кубок | Національний кубок | Континентальні кубки | Континентальні кубки | Континентальні кубки | Інші змагання | Інші змагання | Інші змагання | Усього | Усього | Усього |
| Сезон                            | Команда                          | Ліга                             | Ігор      | Голів     | Ліга               | Ігор               | Голів              | Ліга                 | Ігор                 | Голів                | Ліга          | Ігор          | Голів         | Ігор   | Голів  |        |
| -------------------------------- | -------------------------------- | -------------------------------- | --------- | --------- | ------------------ | ------------------ | ------------------ | -------------------- | -------------------- | -------------------- | ------------- | ------------- | ------------- | ------ | ------ | ------ |
| 2012–13                          | «Спортінг Б» (Лісабон)           | СЛ                               | 10        | 0         | -                  | -                  | -                  | -                    | -                    | -                    | -             | -             | -             | 10     | 0      |        |
| 2013–14                          | «Спортінг Б» (Лісабон)           | СЛ                               | 39        | 10        | -                  | -                  | -                  | -                    | -                    | -                    | -             | -             | -             | 39     | 10     |        |
| 2014-січ. 2015                   | «Спортінг Б» (Лісабон)           | СЛ                               | 18        | 2         | -                  | -                  | -                  | -                    | -                    | -                    | -             | -             | -             | 18     | 2      |        |
| січ.-лип. 2015                   | «Ароука»                         | ПЛ                               | 17        | 3         | КП+КПЛ             | 0+1                | 0                  | -                    | -                    | -                    | -             | -             | -             | 18     | 3      |        |
| 2015–16                          | «Морейренсе»                     | ПЛ                               | 29        | 8         | КП+КПЛ             | 1+4                | 1+1                | -                    | -                    | -                    | -             | -             | -             | 34     | 10     |        |
| 2016–17                          | «Боавішта»                       | ПЛ                               | 27        | 7         | КП+КПЛ             | 2+1                | 1+0                | -                    | -                    | -                    | -             | -             | -             | 30     | 8      |        |
| 2017-січ. 2018                   | «Спортінг» (Лісабон)             | ПЛ                               | 6         | 0         | КП+КПЛ             | 1+2                | 0+1                | ЛЧ                   | 1                    | 0                    | -             | -             | -             | 10     | 1      |        |
| 2017-gen. 2018                   | «Спортінг Б» (Лісабон)           | СЛ                               | 1         | 0         | -                  | -                  | -                  | -                    | -                    | -                    | -             | -             | -             | 1      | 0      |        |
| Усього за «Спортінг Б» (Лісабон) | Усього за «Спортінг Б» (Лісабон) | Усього за «Спортінг Б» (Лісабон) | 68        | 12        |                    | -                  | -                  |                      | -                    | -                    |               | -             | -             | 68     | 12     |        |
| січ.-лип. 2018                   | «Дженоа»                         | A                                | 11        | 2         | КІ                 | 0                  | 0                  | -                    | -                    | -                    | -             | -             | -             | 11     | 2      |        |
| 2018-січ. 2019                   | «Дженоа»                         | A                                | 2         | 0         | КІ                 | 1                  | 0                  | -                    | -                    | -                    | -             | -             | -             | 3      | 0      |        |
| Усього за «Дженоа»               | Усього за «Дженоа»               | Усього за «Дженоа»               | 13        | 2         |                    | 1                  | 0                  |                      | -                    | -                    |               | -             | -             | 14     | 2      |        |
| Усього за кар'єру                | Усього за кар'єру                | Усього за кар'єру                | 160       | 32        |                    | 13                 | 4                  |                      | 1                    | 0                    |               | -             | -             | 174    | 36     |        |

## Досягнення
- Володар Кубка Португалії (1):

«Брага»: 2020-21
- Володар Кубка португальської ліги (1):

«Спортінг»: 2017-18
- Володар Кубка Ізраїлю (1):

«Хапоель» (Беер-Шева): 2024-25

### Міжнародні
- Молодіжний чемпіонат Європи
  -  Срібний призер (1): 2015